# Monolene mertensi
Monolene mertensi är en fiskart som först beskrevs av Poll, 1959.  Monolene mertensi ingår i släktet Monolene och familjen tungevarsfiskar. Inga underarter finns listade i Catalogue of Life.